# Barbro Smeds
Barbro Christina Smeds, född 18 juni 1950 i Helsingfors, är en finlandssvensk författare, dramaturg och teaterregissör. Hon har varit verksam i Sverige 1969–1975 och från 1984.
Smeds studerade vid Teaterskolas regilinje i Helsingfors. Hon arbetar som frilansande dramatiker; huvudscenen under det senaste decenniet har varit Stockholms stadsteater som har uppfört fem av hennes stycken. Hon har även haft pjäser uppförda på Moderna dansteatern på Skeppsholmen i Stockholm. Under en period var hon teaterchef på Östgötateatern i Norrköping.

## Teatermanus (urval)
- 2007 – Diva av Barbro Smeds, Judith Hollander och Kim Anderzon, regi Judith Hollander, Vasateatern[1]